# Тиват
Тиват (на сръбски: Тиват; на италиански: Teodo, на гръцки: Θειοδος, Тиодос) е град и център на община в югозападната част на Черна гора. Населението му е 9367 жители (по данни от 2011 г.).
Намира се в централната част на Которския залив (Бока Которска, или просто Бока), южно от връх Върмак.

## География
Намира се на 19 километра от Херцег Нови, на 10 км от Котор, на 23 км от Будва, на 80 км от Дубровник (Хърватия) и на 90 км от Подгорица.

## Население
Според преброяването от 2011 г. има 9367 жители, а общината има около 14 031 жители.

## Галерия
- Летище в Тиват – изглед от национален парк „Ловчен“
- Изглед към града край морето
- Изглед към града и планината от морето
- Гледка на изток към града и планина от лодка
- Къщи в Тиват
- Изглед към яхтеното пристанище и летището на Тиват
- Вила в Тиват
- Залез в Тиват
- Тиватски насип
- Центърът на града
- Пешеходци край пристанището
- Изглед към планината